# Plouzévédé
Plouzévédé (bret. Gwitevede) – miejscowość i gmina we Francji, w regionie Bretania, w departamencie Finistère.
Według danych na rok 1990 gminę zamieszkiwało 1416 osób, a gęstość zaludnienia wynosiła 76 osób/km² (wśród 1269 gmin Bretanii Plouzévédé plasuje się na 442. miejscu pod względem liczby ludności, natomiast pod względem powierzchni na miejscu 536.).